# Chasminodes harutai
Chasminodes harutai är en fjärilsart som beskrevs av Shigero Sugi 1955. Chasminodes harutai ingår i släktet Chasminodes och familjen nattflyn. Inga underarter finns listade i Catalogue of Life.